# Регіони Данії
Регіони Данії (дан. Danmarks regioner) — адміністративно-територіальні одиниці вищого рівня в Данії. Створені 1 січня 2007 року відповідно до Данської Муніципальної реформи, що утворила 5 нових адміністративних одиниць, замінивши старі — 14 амтів. У той же час муніципалітети були злиті у більші територіальні одиниці, що скоротило їхню кількість від 270 до 98.

## Регіони Данії
| Регіон                                 | Столиця    | Найбільше місто | Населення | Площа (км²) | Густота населення (на км²) |
| -------------------------------------- | ---------- | --------------- | --------- | ----------- | -------------------------- |
| Столичний (дан. Hovedstaden)           | Гіллеред   | Копенгаген      | 1 636 749 | 2 561       | 639.1                      |
| Зеландія (дан. Sjælland)               | Соро       | Роскілле        | 816 118   | 7 273       | 112.2                      |
| Північна Ютландія (дан. Nordjylland)   | Ольборг    | Ольборг         | 576 972   | 7 927       | 72.8                       |
| Центральна Ютландія (дан. Midtjylland) | Виборг     | Орхус           | 1 227 428 | 13 142      | 93.4                       |
| Південна Данія (дан. Syddanmark)       | Вайле      | Оденсе          | 1 189 817 | 12 191      | 97.6                       |
| Данія                                  | Копенгаген | Копенгаген      | 5 447 084 | 43 094      | 126.4                      |